# Герцогство Модена и Реджо
Герцогство Мо́дена и Реджо (итал. Ducato di Modena e Reggio) — итальянское государство, которое существовало с 1452 по 1859 годы, с перерывом в 1796 и 1814 годах, в период революционных и наполеоновских войн.

## История
Герцогство было первоначально создано для дома Эсте, который также управлял Феррарой до 1597 года.
В 1796 году герцогство было занято французской армией Наполеона Бонапарта, который включил её территории в Циспаданскую республику. Последний герцог из дома Эсте, Эрколе III стал правителем бывших австрийских территорий на юго-западе Германии (Брейсгау) и умер в 1803 году. После его смерти Модену унаследовал его зять, эрцгерцог Фердинанд Австрийский-Эсте, дядя императора Франца II, который был женат на дочери Эрколе III герцогине Марии Беатриче д’Эсте.
С падением наполеоновской системы в Италии в 1814 году сын Фердинанда, Франческо IV, стал герцогом Моденским. Вскоре после этого он унаследовал Герцогство Масса и Каррара от своей матери.
Дважды, в 1831 и 1848 годах, под давлением революционых настроений герцог покидал Модену, но каждый раз монархия была восстановлена. После франко-пьемонтской войны против Австрии в 1859 году, герцог снова бежал — уже навсегда. В декабре 1859 года Модена, объединившись с Тосканой и Пармой, сформировала Объединённые провинции Центральной Италии, которые были присоединены к Сардинскому королевству в марте 1860 года.

## Провинции герцогства перед упразднением
- Модена (герцогство Моденское)
- Реджо (герцогство Реджо)
- Гвасталла
- Фриньяно
- Гарфаньяна
- Луниджана
- Масса и Каррара (герцогство Масса и Каррара).